# Nissen-Petren House
Nissen-Petren House är ett kulturskyddat parhus på Goldcroft Road i Yeovil i Somerset i Storbritannien.
Huset uppfördes 1925 som en del av statliga program att minska en stor bostadsbrist efter första världskriget, och att i det sammanhanget uppmuntra kommunala organ att utveckla billigare byggnadssätt. Nissen-Petren husen hade en konstruktion, som byggde på Nissenbaracken, en enkel prefabricerad byggnad som konstruerats av Peter Norman Nissen 1916 för att få fram billiga prefabricerade baracker för militära ändamål under första världskriget. Nissen-Petrenhusen är större, och byggda av betongelement i två våningar. De har liksom Nissenbaracken karaktäristiska halv-cirkelformade tak av korrugerad stålplåt, vilka omfattar husens ovanvåningar. 
Nissen-Petrenhusen ritades av John Petter och Percy J Warren. Arkitekterna bildade företaget Nissen-Petren Houses Ltd (med namnet "Petren" bildat av Petters och Warrens namn) för att marknadsföra konstruktionsidén. Efter vissa framgångar i början avtog intresset hos kommunerna och företaget gick i konkurs 1930. 
Huset består av två spegelvända likadana lägenheter på tre rum och kök. I bottenvåningen finns vardagsrum, sovrum, ett litet kök, badrum med toalett samt matförråd och ett lagerrum för kol. Ovanvåningen rymmer två sovrum och förrådsrum.

## Andra Nissen-Petrenhus
Yeovil Town Council utvecklade aldrig idén, eftersom de första husen blev dyrare än utlovat. Några andra lokala myndigheter, framför allt sådana 
i närheten, byggde ett antal hus. Sammanlagt byggdes ett 50-tal hus. Kulturskyddade hus finns idag, utöver det första huset på Goldcroft Road i Yeovil, i Barwick and Stotford, Bampton och Ryme Intrinseca. Andra hus finns i bland andra West Camel, Tiverton och Queenborough.

### Kulturskyddade Nissen-Petrenhus[1]
- 1-7, Fairhouse Road, Barwick and Stotford, South Somerset, Somerset (1334926, grade II)
- 27-29, Higher Bullen, Barwick and Stotford, South Somerset, Somerset (1334927, grade II)
- 25-35 Frog Street, Bampton, Mid Devon, Devon (1334928, grade II)
- 172-174 Goldcroft Road, Yeovil, South Somerset, Somerset (1172974, grade II)
- Lilac Cottage and the Lilacs, Ryme Intrinseca, Dorset (1067416, grade II)